# We Made You
"We Made You"는 미국의 힙합 가수 에미넴의 노래이다. Relapse에 수록되어 있으며, 프로듀싱에는 닥터 드레가 참여했다. 전작인 Without Me, The Real Slim Shady, Just Lose It 등과 마찬가지로 유명인들을 비꼬는 에미넴의 특유의 입담이 특징인데, 이 노래에서는 제시카 심슨, 브렛 마이클스, 킴 카다시안, 브리트니 스피어스, 케빈 페더라인, 린제이 로한, 사만다 론슨, 에이미 와인하우스와 그녀의 전 남편 블레이크, 엘런 디제너러스, 포셔 드 로시, 제시카 알바, 세라 페일린, 엘비스 프레슬리, 토니 로모, 존 메이어, 제니퍼 애니스턴, 제이슨 므라즈 등을 비꼬는 내용이 나온다. 빌보드 핫 100 차트에서는 9위를 했다.